# Paco Salillas
Francisco Javier García Ruiz (Alagón, Zaragoza, España, 7 de enero de 1966), más conocido como Paco Salillas, es un exfutbolista español. Actualmente regenta Padel Indoor Alagón, donde además es monitor.

## Trayectoria
Llegó a ser Pichichi de la Segunda División de España, en el Levante U. D., en la temporada 1999-2000, fue además campeón de la Segunda División con el Celta de Vigo en la temporada 1991-92, y con el mismo equipo subcampeón de la Copa del Rey en la temporada 1993-94, campeón de Segunda División B en la temporada 1998-99 con el Levante U. D. y de la misma categoría cuatro años después, en la temporada 2002-03, con el C. D. Castellón.

## Clubes
| Club                | País   | Año       |
| ------------------- | ------ | --------- |
| C. F. Illueca       | España | 1984-1985 |
| C. D. Teruel        | España | 1985-1986 |
| C. D. Binéfar       | España | 1986-1987 |
| Deportivo Aragón    | España | 1987-1988 |
| Real Zaragoza       | España | 1988-1991 |
| R. C. Celta de Vigo | España | 1991-1994 |
| U. E. Lleida        | España | 1994-1996 |
| Villarreal C. F.    | España | 1996-1998 |
| Levante U. D.       | España | 1998-2001 |
| C. D. Castellón     | España | 2001-2003 |
| C. D. Alagón        | España | 2003-2005 |
| Figueruelas C. F.   | España | 2005-2007 |
| C. D. Remolinos     | España | 2007-2008 |

## Palmarés

### Distinciones individuales
| Distinción                             | Club          | Año       |
| -------------------------------------- | ------------- | --------- |
| Máximo goleador de la Segunda División | Levante U. D. | 1999-2000 |